# Український Місіонар у Бразилії
«Український Місіонар у Бразилії» (порт. Missionário Ucraíno no Brasil) — католицький місячник оо. Василіян.
Виходить із 1911 у Прудентополісі (Бразилія), двічі був заборонений владою, (1918—1934 і 1940—1947), у ці роки замість нього виходили річники «Намірення Апостольства Молитви», редактор о. Христофор Миськів. З 1968 — під назвою «Місіонар у Бразілії».
«Український Місіонар» містить календарно-церковний матеріал, релігійно-національні статті, вісті з парафій та світу.
Редактори: оо. Рафаїл Криницький, Іриней Вігоринський, Василь Зінько.